# Said Dimajew
Said Umarowicz Dimajew czecz. Саид-Эмин Умарович Димаев (ur. 24 sierpnia 1939 w Urus-Martan, zm. 28 marca 2005 w Groznym) – czeczeński kompozytor, syn Umara Dimajewa.

## Życiorys
Kiedy Said miał cztery lata, wraz z całą rodziną został deportowany do Kazachstanu. Po powrocie do Czeczenii, w 1957 rozpoczął naukę w konserwatorium w Groznym, pod kierunkiem L.Szargorodzkiego. Studia ukończył w 1963. Naukę kontynuował na wydziale kompozycji w szkole muzycznej im. Gniesinych w Moskwie, pod kierunkiem O. Ejgesa i Arama Chaczaturiana. Po ukończeniu szkoły powrócił do Groznego, gdzie pracował jako nauczyciel muzyki.
W 1970 otrzymał stanowisko dyrektora artystycznego Filharmonii Państwowej Czeczeńsko-Inguskiej ASRR. Pracował także w stacji telewizyjnej w Groznym, realizując programy folklorystyczne. W latach 1983–1986 prowadził zajęcia ze studentami konserwatorium w Groznym.
Był członkiem Związku Kompozytorów Federacji Rosyjskiej. W dorobku kompozytorskim Dimajewa znajdują utwory, nawiązujące do dorobku czeczeńskiej kultury ludowej, a także muzyka filmowa. W 2001 ukazała się w Moskwie kolekcja płyt, zawierająca ponad sto utworów skomponowanych przez Dimajewa, w tym najbardziej znane w Rosji: suita „Moskiewska jesień” (Московская осень) i oratorium „Czas działać” (Время действовать). 
Bracia Saida - Ali i Walid są także zawodowymi muzykami.

## Twórczość
- Balet Hadżi-Murat
- Koncert na fortepian i orkiestrę
- Oratorium Czas działać na chór, solistów i wielką orkiestrę symfoniczną
- Poemat symfoniczny Siostra miłosierdzia
- Suita Moskiewska jesień